# Didymodon aeneus
Didymodon aeneus là một loài rêu trong họ Pottiaceae. Loài này được (Müll. Hal.) Schimp. mô tả khoa học đầu tiên năm 1872.